# Linden (Guyana)
Linden ist die zweitgrößte Stadt in Guyana. Sie besteht aus den Stadtteilen Mackenzie, Wismar und Christianburg und liegt im District Upper Demerara-Berbice. Die Stadt hat 29.298 Einwohner (Census 2002) und ist durch eine gebührenpflichtige Autostraße sowie durch den durchgängig schiffbaren Demerara River mit der Hauptstadt Georgetown verbunden.
In der Umgebung von Linden befinden sich große Bauxitvorkommen, die großflächig im Tagebau (60 bis 90 m Tiefe) abgebaut und
im nahegelegenen Industriekomplex verarbeitet werden. Dabei wird ein großer Teil des Bauxits gemahlen und in großen Brennöfen zu kalziniertem Bauxit verarbeitet, das weltweit für den Bau von feuerfesten Anlagen exportiert wird. Die Fabrik in Linden deckt 90 % des Weltbedarfs. Eine zweite Fabrik verarbeitet Bauxit zu Aluminiumoxid. Der von dutzenden Fabrikschornsteinen ausgestoßene schmutzige Rauch verursacht enorme ökologische Belastungen für die hier lebende Bevölkerung.
1946 wurde in Linden die Mackenzie High School eingerichtet.

## Partnerschaften
Linden unterhält seit 2011 eine Partnerschaft mit dem Stadtbezirk Nanchuan der Stadt Chongqing, Volksrepublik China.

## Persönlichkeiten
- Mona Williams (* 1943), guyanesisch-neuseeländische Kinderbuchautorin und Geschichtenerzählerin
- Jeremy Bascom (* 1983), Sprinter
- Chantoba Bright (* 2000), Weit- und Dreispringerin